# Friedrich Wilhelm Otte den yngre
Friedrich Wilhelm Otte (født 9. december 1763 i Risby i Svansen, død 8. september 1851 i landsbyen Kollerup i Store Solt) var en landøkonomisk forfatter. 
Efter at have gennemgået Domskolen i Slesvig studerede han kameralvæsen ved Universitetet i Kiel og udnævntes 1791 til landinspektør for 
hertugdømmerne. Han var en kundskabsrig, meget virksom og urolig mand, der i det følgende slægtled udfoldede en ikke ringe forfattervirksomhed. Hans talrige afhandlinger af økonomisk natur: om livegenskabets ophævelse, om godsudstykning, om skatteforhold, om smughandel og meget mere, offentliggjordes i hertugdømmernes forskellige tidsskrifter fra 1791-1832. I 1796 udgav han: Oeconomisch-statistische Beschreibung der Insel Fehmern. I 1830 udnævntes han til etatsråd.